# Dwór w Rogowie Wołowskim
Dwór w Rogowie Wołowskim – zabytkowy dwór wybudowany w miejscowości Rogów Wołowski.
Parterowy dwór wybudowany na planie prostokąta, kryty dachem dwuspadowym. Od frontu ryzalit z wysuniętym gankiem zwieńczonym balkonem i głównym wejściem, do którego prowadzą schody. Ryzalit  zamknięty trójkątnym frontonem.
Dwór jest częścią zespołu dworskiego, wybudowanego w końcu XIX w. razem z parkiem.